# 木野崎吉郎
木野崎 吉郎（きのさき よしお、1899年6月2日－1981年10月1日）は、日本の地球科学者。専門は鉱床学。東京府東京市本郷区（現在の東京都文京区）生まれ。

## 経歴
東京高等師範学校附属中学校（現・筑波大学附属中学校・高等学校）、第八高等学校（現・名古屋大学）を経て、東京帝国大学理学部地質学科に入学。加藤武夫教授の指導を受け、朝鮮安岳鉄山で卒業研究を行う。1924年卒業し、理学部助手に就任。1925～26年陸軍の軍務につく。
1926年から朝鮮総督府地質調査所勤務となり、1944年京城帝国大学（現在のソウル大学）理工学部教授となるも終戦を迎える。1946～48年北海道帝国大学理学部講師嘱託。1948年朝鮮摩天嶺地方の鉱床の研究により理学博士（東京大学）（論文表題は「摩天嶺系中の主要鉱床における共生鉱物の研究」）。同年広島文理科大学教授となり、1953年広島大学理学部教授に配置換えとなるが、継続して1963年まで第四講座鉱床学を担当し、多くのすぐれた研究者・技術者を育成した。この間、熊本大学・九州大学などで併任講師を務めたほか、工業技術院地質調査所調査員・通産省地下資源開発審議会専門委員などとしても活躍した。定年退官後は、小野田セメント（株）中央研究所の顧問として、1978年まで資源教育や原料調査の指導を行った。

## 業績
卒業研究から朝鮮総督府に勤務した時期には、朝鮮半島の地質と各種金属・非金属鉱床について記載・研究を行うと共に、数多くの地質図幅を完成させた。また世界的規模を持つ摩天嶺系の菱苦土鉱鉱床を発見したことで知られる。
広島大学時代は、中国地方を中心とした地質・鉱床の研究を行い、この地域の花崗岩類を、伴うタングステン・モリブデン鉱床の地域的特性に注目して、山陽（広島）型・山陰型に二大別した。この研究は、弟子の一人である石原舜三によって引き継がれ、チタン鉄鉱型・磁鉄鉱型という花崗岩類の基本的な分類に繋がった。また、中国地方に多く分布するろう石鉱床の研究を行い、これは白亜紀の陸成流紋岩質凝灰岩の特定層準が、噴気～熱水によって変質を受けた同生鉱床であると提唱した。